# Opel RAK2
L'Opel RAK2 est le deuxième véhicule propulsé par fusée du constructeur automobile allemand Opel.

## Historique
Après les tests et la démonstration réussis de l'Opel RAK1 en avril 1928, Fritz von Opel commanda une voiture-fusée plus puissante pour une grande présentation à l'AVUS de Berlin. L'Opel RAK2 est née de la collaboration de Fritz von Opel, Max Valier et Friedrich Wilhelm Sander et a été développée par l'ingénieur et pilote d'essai d'Opel Kurt C. Volkhart.
Cette fois, Fritz von Opel conduisit lui-même la voiture et réussit avec ce véhicule à établir un nouveau record du monde de vitesse à 238 km/h le 23 mai 1928.

## Technologie
Le véhicule d'essai était propulsé par 24 fusées à combustible solide montées à l'arrière et il contenait 120 kilogrammes de propergol. Le châssis était celui d'une voiture de tourisme d'Opel et de grandes ailes de stabilisation latérales assuraient une résistance au roulement suffisante.

## Galerie

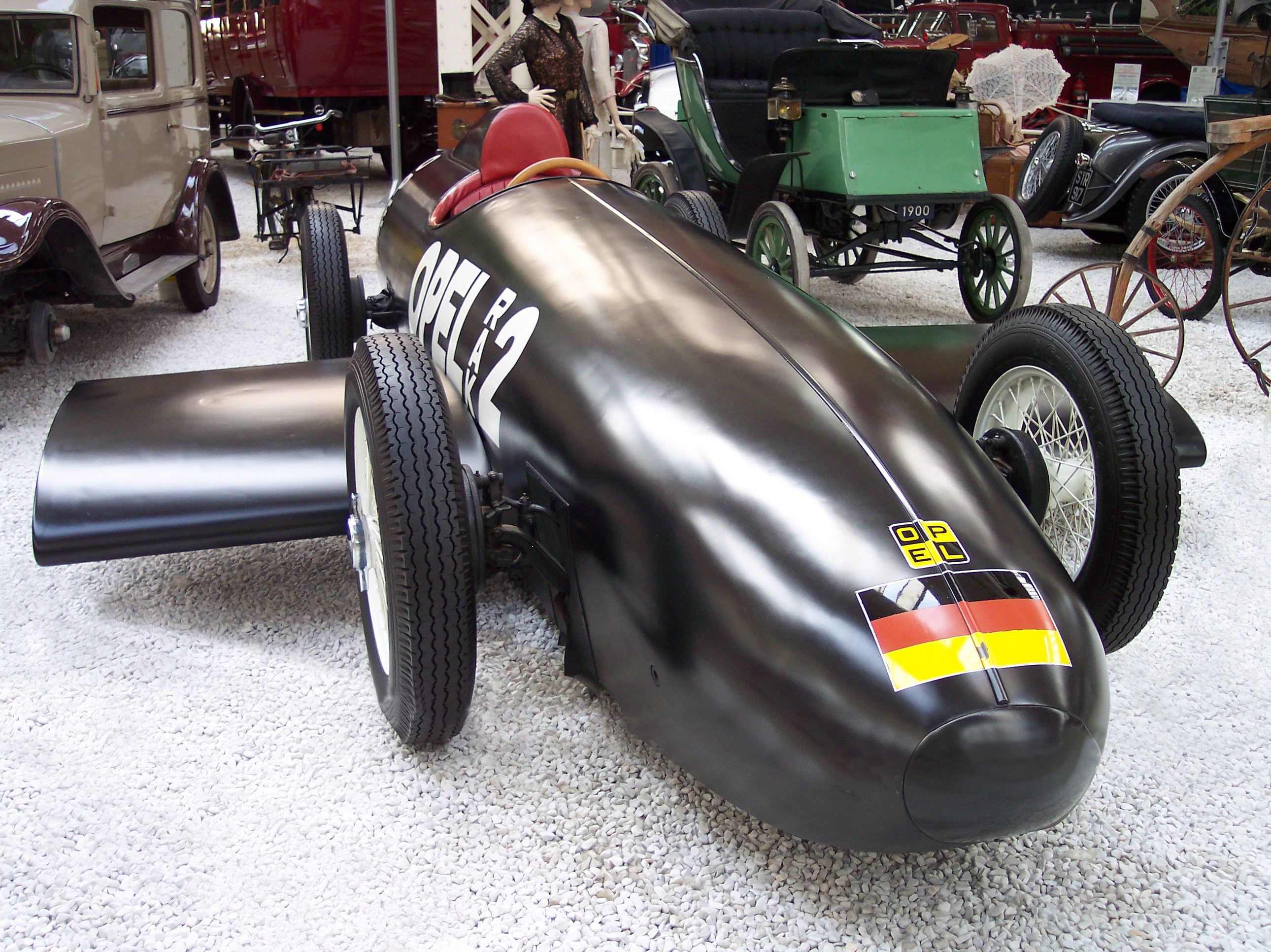
Opel RAK2 au Musée des Techniques de Spire
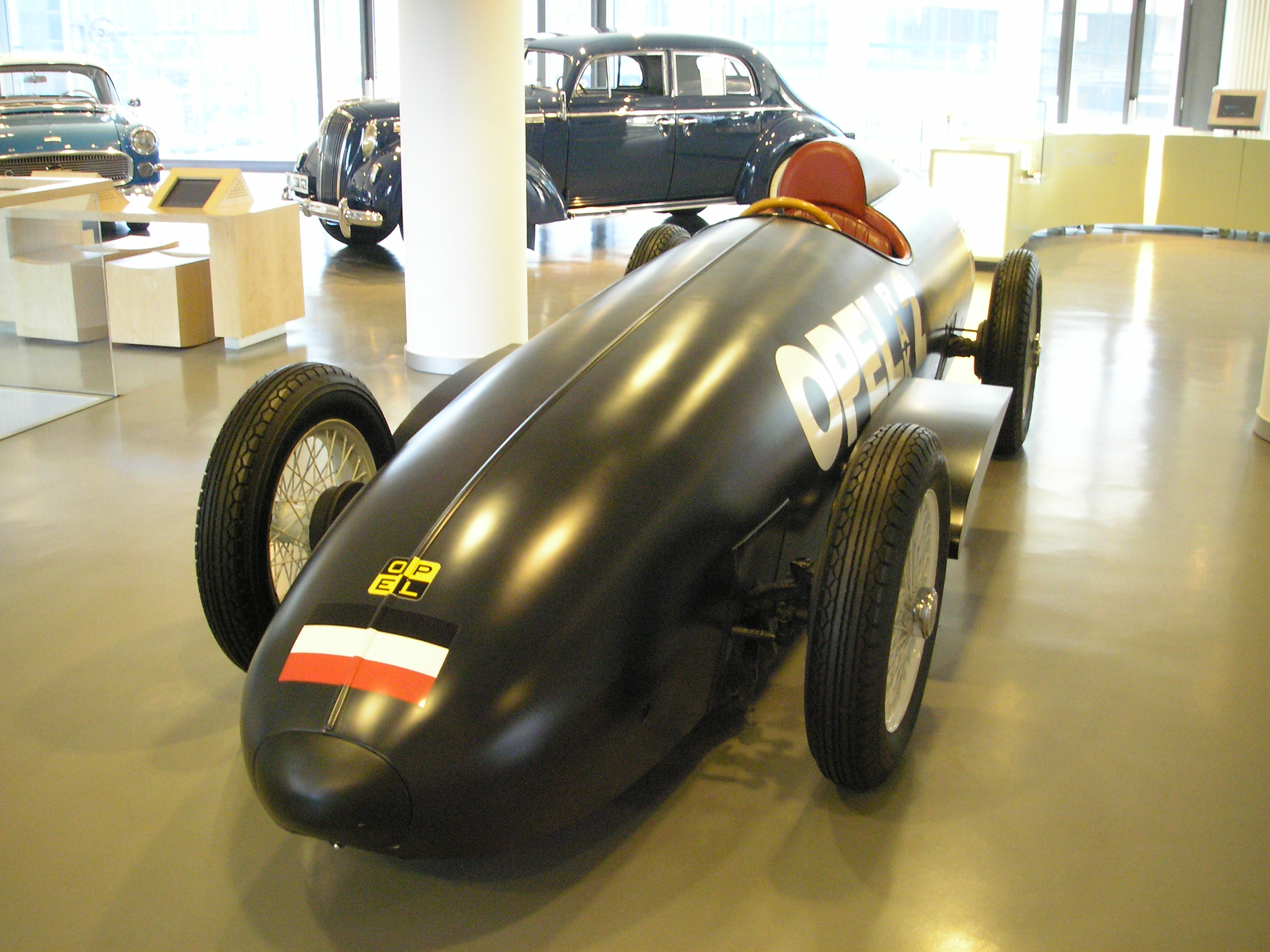
Opel RAK2 au centre Opel de Berlin – avant
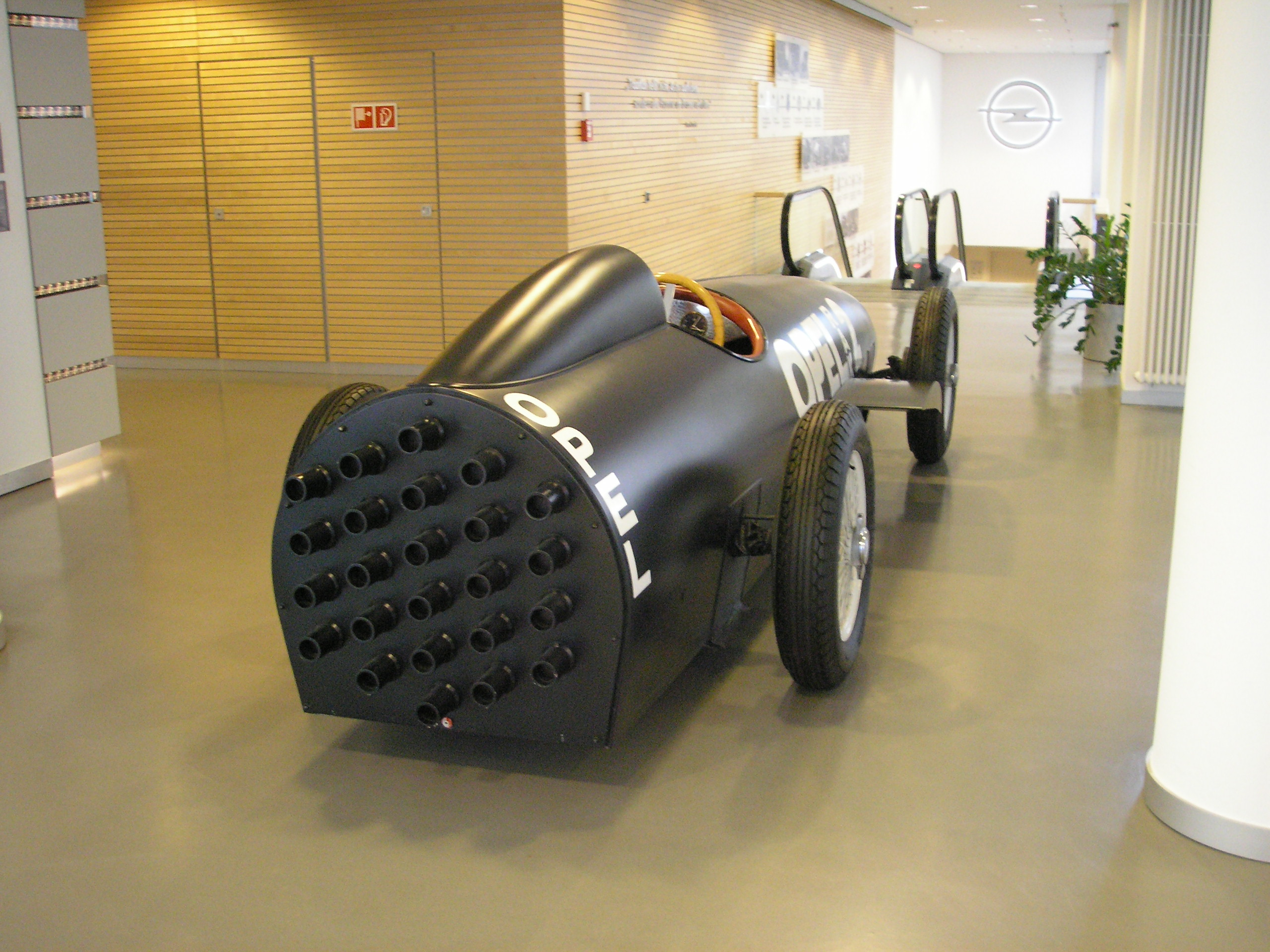
Opel RAK2 au centre Opel de Berlin – arrière
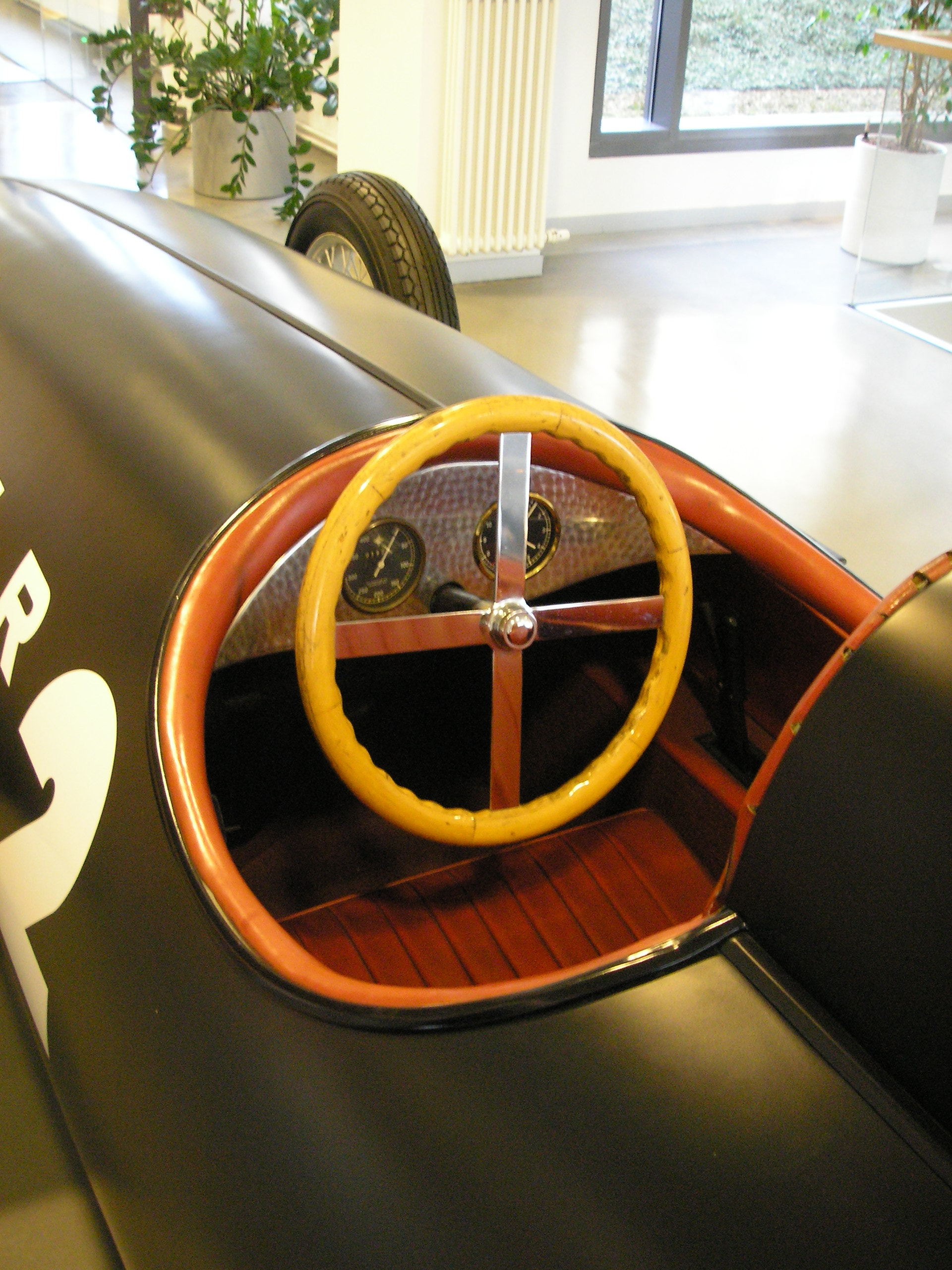
Opel RAK2 au centre Opel de Berlin – cockpit

## Autres
Le film allemand de 1937 Weltraumschiff I startet (Vaisseau spatial 1 décolle) contient de courtes séquences de divers modèles RAK :
- 11 secondes (à environ 04:47) de câblage des fusées sur une Opel RAK2
- 2 secondes (vers 04:58) Max Valier est assis dans une RAK2 avec marquée "VOITURE D'ESSAI"
- 2 secondes (vers 05:00) Fritz von Opel dans la RAK2
- 11 secondes (vers 05:06) Fritz von Opel conduit une RAK2 sur la route Avus à Berlin le 23 mai 1928
- 2 secondes (vers 05:14) fusée Opel de Sander RAK3 le 23 juin 1928
- 19 secondes (d'environ 05:16 à 05:35) fusée Opel de Sander RAK1 en septembre 1928, préparation et démarrage[2].